# Молочное животноводство на Кубе
Молочное животноводство является одной из отраслей экономики Кубы.

## История
Развитие животноводства на Кубе началось, когда остров являлся колонией Испании. В 1570е годы здесь были созданы первые скотоводческие хозяйства, в дальнейшем их количество увеличилось. До начала XVII века основной формой землевладения на острове являлись именно крупные скотоводческие хозяйства, однако в середине XVIII века начинается процесс дробления скотоводческих латифундий, на месте которых возникают сахарные и табачные плантации.
В 1890е годы века основой экономики острова являлись сахарные, табачные и кофейные плантации, однако скотоводство по-прежнему сохраняло значение, а кожи входили в число главных экспортных товаров.
К началу 1950-х годов на острове насчитывалось 4 млн голов крупного рогатого скота, наиболее крупные скотоводческие латифундии были сосредоточены на горных пастбищах и саваннах в восточной части острова, а главным центром разведения крупного рогатого скота и лошадей являлась провинция Камагуэй. Однако вплоть до революции 1959 года на Кубе были только зебувидные коровы местной породы — крупные, жизнеспособные, но непродуктивные — они давали не более двух литров молока в сутки.
В 1953 году только 11 % кубинских крестьян употребляли в пищу молоко.

### 1959—1991
После победы Кубинской революции в январе 1959 года США прекратили сотрудничество с правительством Ф. Кастро и стремились воспрепятствовать получению Кубой помощи из других источников. Власти США ввели санкции против Кубы, а 10 октября 1960 года правительство США установило полное эмбарго на поставки Кубе любых товаров (за исключением продуктов питания и медикаментов).
В 1959 году Куба являлась отсталой аграрной страной с преобладанием экстенсивного сельского хозяйства и избытком малоквалифицированной рабочей силы (четверть взрослого населения была неграмотной), используемой сезонно. У республики не было реальных возможностей (необходимых накоплений для капиталовложений, валютных резервов и квалифицированной рабочей силы) для быстрой индустриализации и создания многоотраслевой экономики, поэтому в первые годы после революции был взят курс на преимущественное развитие и техническое оснащение традиционных отраслей сельского хозяйства (выращивание сахарного тростника и животноводство), а также связанных с ним пищевых производств. 17 мая 1959 года был принят закон об аграрной реформе, в соответствии с которой была произведена национализация земель, находившихся в иностранной собственности, установлен максимальный объём частной собственности на землю — 1350 акров для скотоводческих хозяйств и 1000 акров (30 кабальерий, или 402 га) — для всех остальных категорий хозяйств. Большие скотоводческие латифундии стали базой для создания государственных имений.
Началось осуществление мероприятий по улучшению и расширению кормовой базы крупного рогатого скота (исторически, на острове скот круглый год пасли на обширных огороженных пастбищах, где в сухой сезон сохранялся лишь очень скудный травяной покров).
20 февраля 1962 года была создана Академия наук Кубы (при которой начал деятельность институт животноводства).
В 1964 году в Канаде была приобретена первая корова молочной породы, началось скрещивание с коровами из северных широт. Была принята Национальная генетическая программа.
В середине 1967 года на юге страны были созданы первые молочно-скотоводческие фермы. К климатическим условиям острова подошли только животные голштинской молочной породы, которых пришлось закупать в Канаде. Однако уже в 1973 году надои молока составили 1 млн литров.
В провинции Камагуэй был создан животноводческий район «Молочный треугольник». Также началось создание центра производства молока и племенного животноводства в районе Валье-де-Пикадура (поскольку четверть территории создаваемого хозяйства приходилась на «собачьи клыки», в ходе выполнения программы мелиорации сюда переместили и распределили несколько миллионов кубометров почвы).
Одним из главных факторов, сдерживающих развитие скотоводства на Кубе являлась проблема кормов, для решения которой проводилось улучшение естественных пастбищ и постепенное превращение их в культурные, увеличивались заготовки сена и силоса.
В 1975 году на молочное направление приходилось 50 % поголовья крупного рогатого скота. В середине 1976 года на Кубе действовало 1200 молочно-товарных ферм с машинным доением. В 1976 году производство молока составило 646,4 тыс. тонн, в 1977 году — 655,4 тыс. тонн.
После победы Сандинистской революции 19 июня 1979 года началось развитие отношений Никарагуа с Кубой, СССР и другими социалистическими странами и в 1980е годы Куба оказала помощь Никарагуа в создании центра генетических исследований в области молочного животноводства.
В начале августа 1981 года корова Убре Бланка (помесь голштинской коровы с зебу) установила рекорд, дав крупнейшее количество молока в истории Кубы — за 24 часа она дала 107,3 литра молока (в этот день доение производилось четыре раза в сутки, но в дальнейшем, после установления рекорда, для сохранения здоровья коровы специалисты сократили число доений до трёх раз в сутки).
В 1982 году надои молока составили 700 млн литров.
К началу 1984 года общая площадь пастбищ страны составляла 3,2 млн га (из которых 2/3 составляли естественные пастбища и 1/3 — культурные), кормовые травы (основными из которых являлись пангола, гвинейская трава и слоновая трава) высевали на площади свыше 1 млн га. Для откорма скота использовали значительную часть отходов сахарного производства (патоку и жом), а также некоторую часть выращиваемых на острове корнеплодов и клубнеплодов. Началось внедрение концентрированных кормов. Молочное скотоводство было наиболее распространено на западе Кубы.
В 1984 году было произведено 917,8 млн литров молока, 10,8 тыс. тонн сливочного масла и построен завод по производству творожной массы.
1 июля 1986 года в Гаване был открыт Центр генной инженерии и биотехнологии (на церемонии открытия были представлены образцы продукции центра - в том числе, две головки сыра, для приготовления которых использовался изготовленный предприятием фермент реннин).
В 1987 году было произведено 724,8 тыс. тонн молока и 9,1 тыс. тонн сливочного масла.
В 1988 году было произведено 756 тыс. тонн молока и 9,4 тыс. тонн сливочного масла.
В 1989 году было произведено 761,3 тыс. тонн молока и 8,7 тыс. тонн сливочного масла.

### После 1991

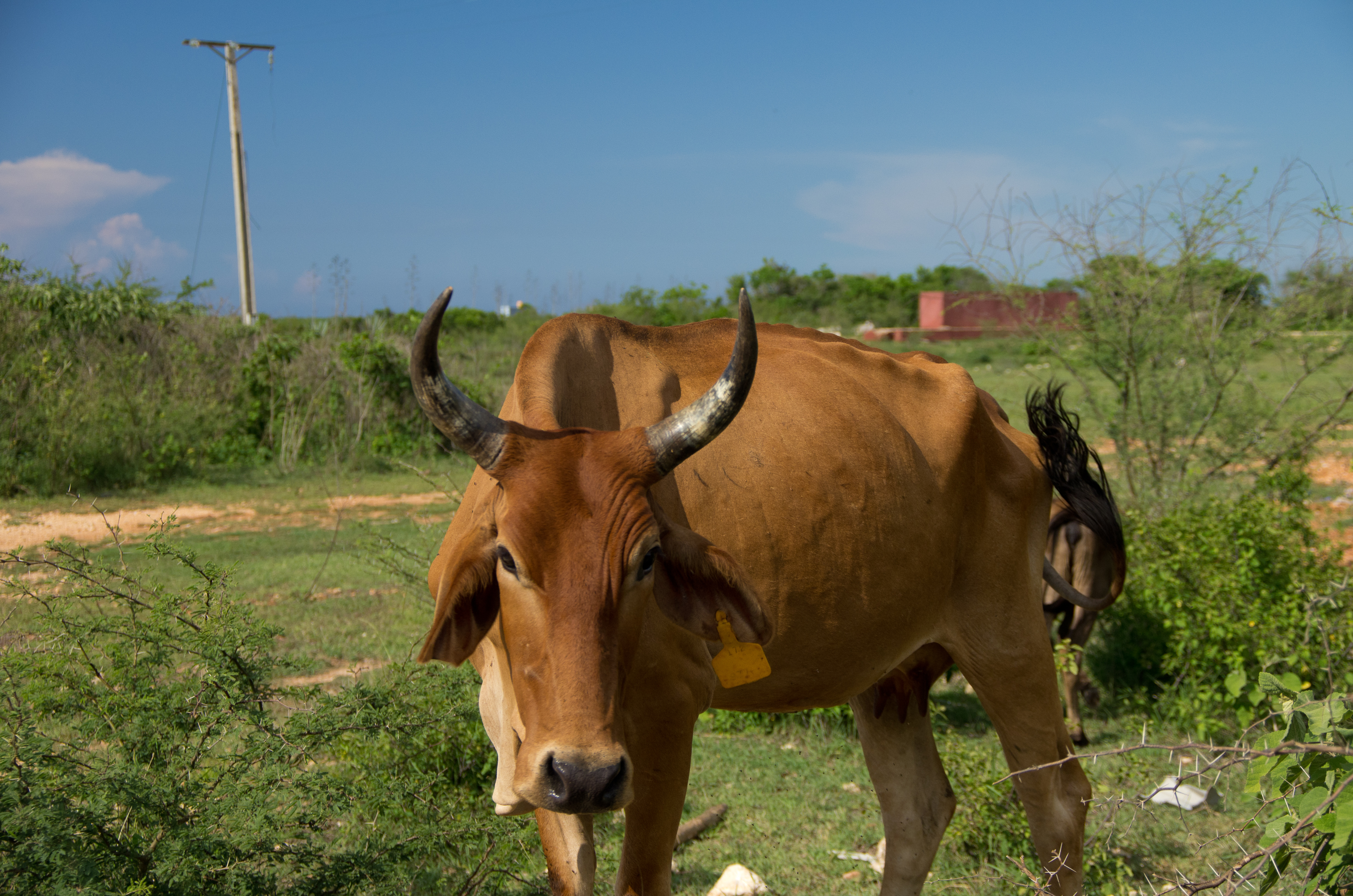
корова на пастбище в окрестностях города Карденас (18 июля 2011)

Распад СССР и последовавшее разрушение торгово-экономических и технических связей привело к ухудшению состояния экономики Кубы в период после 1991 года. Правительством Кубы был принят пакет антикризисных реформ, введён режим экономии.
В октябре 1992 года США ужесточили экономическую блокаду Кубы и ввели новые санкции (Cuban Democracy Act). 12 марта 1996 года конгресс США принял закон Хелмса-Бёртона, предусматривающий дополнительные санкции против иностранных компаний, торгующих с Кубой. Судам, перевозящим продукцию из Кубы или на Кубу, было запрещено заходить в порты США.
В 2006 году производство молока составило 415,2 тыс. тонн.

## Современное состояние
На Кубе освоено производство пастеризованного питьевого молока, порошкового сухого молока, сгущённого молока, сливочного масла, сыра, мороженого, йогурта и других молочных продуктов.
В 1958 году в стране выпускалось 12 сортов мороженного, в 1981 году — свыше шестидесяти, причём некоторые сорта изготавливали с импортными компонентами (анис для них импортировался из Вьетнама, дыни — из Испании, грецкие орехи — из Канады, виноград — из СССР).